# Leptotila rufaxilla
Leptotila rufaxilla là một loài chim trong họ Columbidae.